# MPEG-2
MPEG-2 означає групу стандартів на цифрове стиснення аудіо й відео, прийняту MPEG (Moving Picture Experts Group — Групою Експертів в області Відео) у 1994 році. Стандарт MPEG-2 переважно використовується для кодування відео й аудіо при мовленні, включаючи супутникове мовлення і кабельне телебачення. MPEG-2 з деякими модифікаціями також активно використовується як стандарт для стиснення DVD. Використання MPEG-2 вимагає сплати ліцензійних відрахувань власникам патентів через MPEGLicensing Association.